# Centropogon acrodentatus
Centropogon acrodentatus är en klockväxtart som beskrevs av Franz Elfried Wimmer. Centropogon acrodentatus ingår i släktet Centropogon och familjen klockväxter. Inga underarter finns listade i Catalogue of Life.